# Alexander Comstock Kirk
Alexander Comstock Kirk (Chicago, 26 novembre 1888 – Tucson, 23 marzo 1979) è stato un diplomatico statunitense, ambasciatore degli Stati Uniti in Italia nel 1945-'46.

## Biografia

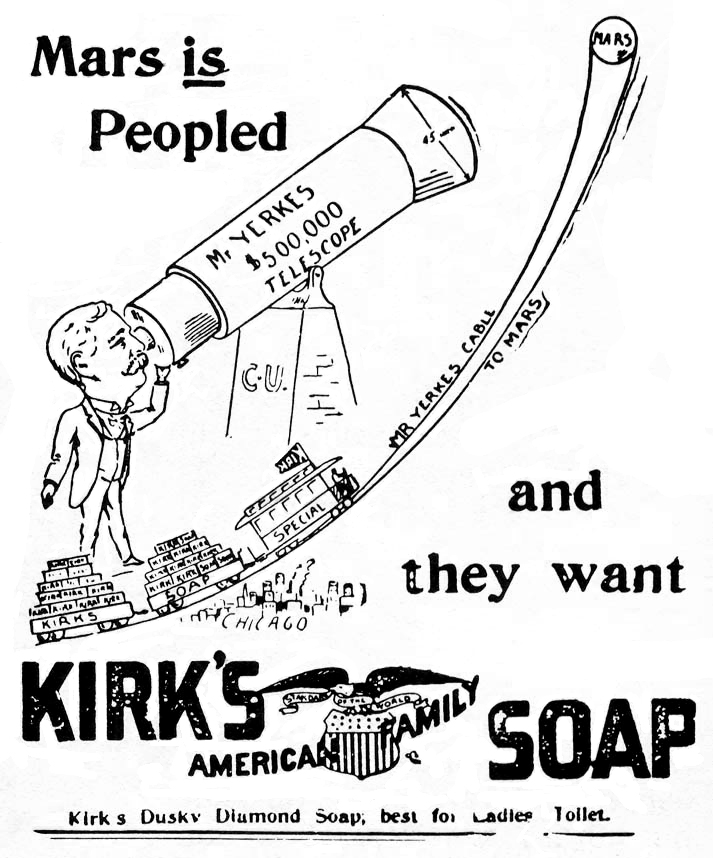
Pubblicità per il sapone di Kirk

Alexander Comstock Kirk nacque a Chicago, Illinois, il 26 novembre 1888, figlio di James Alexander Kirk (1840-1907) e Clara Comstock (1851-1936). La sua famiglia viveva a Hartland (Wisconsin). La loro ricchezza derivava da una delle più grandi aziende produttrici di sapone d'America, che venne fondata dal nonno di Kirk ad Utica, nel 1839, si trasferì a Chicago nel 1860 e capitalizzata come James S. Kirk & Co. nel 1900. James Alexander Kirk era un amministratore della società. I suoi due marchi nazionali erano American Family per il bucato e Juvenile per il bagno.
Kirk frequentò l'Università di Chicago per un anno e poi l'Università Yale, dove eccelleva in fisica e si laureò nel 1909. Recitò con la Yale University Dramatic Association nel 1908 e nel 1909. Il padre di Kirk morì di infarto nel 1907. Dopo la laurea in legge nell'Università di Harvard e gli studi nella prestigiosa Ècole Libres des Sciences Politiques di Parigi, intraprese la carriera diplomatica. Nel 1916 venne trasferito dal suo incarico di segretario dell'ambasciata a Berlino ad una posizione a Costantinopoli. Kirk fu segretario privato del Segretario di Stato durante la prima guerra mondiale e lo accompagnò in quella posizione alla Conferenza di pace di Parigi del 1919. Poi visse in "una comoda vecchia casa a Georgetown con sua madre come ospite in occasione dei suoi intrattenimenti", fino a quando non venne inviato a Pechino come segretario dell'ambasciata.
Gestì il bilancio del Dipartimento di Stato per un certo periodo negli anni '20 e in seguito affermò di ritenere "un obbligo" spendere l'intero importo per sostenere l'argomentazione per ulteriori stanziamenti. Kirk era consigliere dell'Ambasciata degli Stati Uniti a Roma nel 1932. Sua madre venne presentata alla regina Elena d'Italia il 9 marzo 1932. Visse a Roma durante il suo servizio ed intrattenne ospiti importanti a casa sua, Villa Spada, sul Gianicolo. Anche nel 1930, molto prima di salire al grado di ambasciatore, intratteneva generosamente. Ospitò una festa d'opera per mrs. William Randolph Hearst nel suo viaggio europeo del 1930.
Kirk venne assegnato a Mosca come consigliere dell'ambasciata e console generale a partire dal 18 marzo 1938, dove era l'alto funzionario nell'intervallo di nove mesi tra il servizio degli ambasciatori Davies e Steinhardt.
Incaricato d'affari dal 1939 al '40 nella Germania nazista, dal 1941 al '44 ebbe incarichi concomitanti come inviato straordinario e ministro plenipotenziario in Egitto e Arabia Saudita, e ambasciatore in Grecia dal giugno al novembre del 1943.
Durante la crisi di Danzica, Kirk scoprì d'interpretare egli stesso un piccolo ruolo. Il 24 agosto 1939, il presidente Franklin D. Roosevelt inviò telegrammi sia ad Adolf Hitler che al presidente Ignacy Mościcki chiedendo loro di trovare un compromesso per porre fine alla crisi. Hitler scelse di non rispondere, ma Mościcki rispose che la sua nazione non era quella che "formulava richieste e chiedeva concessioni", ma si dichiarava disposto ad aprire negoziati con il Reich sullo status della Città Libera di Danzica (l'odierna Danzica, in Polonia). Mentre Hitler continuava a rifiutarsi di rispondere ai telegrammi di Roosevelt, Kirk venne inviato a vedere der Fűhrer con una copia della risposta di Mościcki. Poiché Hitler si rifiutava di vederlo, incontrò la sera del 26 agosto il segretario di stato dell'Auswärtiges Amt, il barone Ernst von Weizsäcker. Kirk sostenne a Weizsäcker che poiché per la prima volta i polacchi erano disposti ad aprire colloqui sul cambiamento dello status di Danzica, il che avrebbe potuto consentire a Danzica di "tornare a casa nel Reich, che ciò rappresentava un potenziale passo avanti nella ricerca di una soluzione pacifica alla crisi" e fu altrimenti evasivo su ciò che il suo governo intendeva fare in risposta.
Nel 1941 consigliò al Dipartimento di Stato che uno stato ebraico "è incapace di realizzarsi in futuro a meno che non venga imposto con la forza a una popolazione nativa riluttante". Il Sottosegretario di Stato Sumner Welles non condivise la sua valutazione e non inoltrò le opinioni di Kirk alla Casa Bianca. Attingendo alla sua esperienza con la propaganda nazista e l'antisemitismo in Germania, Kirk ampliò la copertura dell'ambasciata delle trasmissioni in lingua araba di Radio Berlino, fornendo traduzioni complete di quella che divenne nota come Axis Broadcasts in Arabic insieme alla sua analisi settimanale dal 1941 al 1944, che Hull fece circolare ampiamente. Egli analizzò la manipolazione da parte dei nazisti del sentimento anticoloniale, antiebraico e antibolscevico e le loro accuse secondo cui Roosevelt e Churchill erano stati manipolati dai loro sostenitori ebrei. All'inizio del suo mandato al Cairo, Kirk si concentrò sulla necessità strategica della vittoria degli Alleati in Medio Oriente perché sarebbe stato impossibile contrastare lo sfruttamento da parte dei nazisti di una vittoria dell'Asse nella sua propaganda. Una volta che gli Alleati ottennero il controllo della regione, sottolineò l'analisi politica e sottolineò ripetutamente il ruolo critico della capitale egiziana nel nazionalismo arabo. Mentre Kirk guardava alla fine della guerra, anticipava un mondo postcoloniale in cui le nazioni operavano liberamente in un ambiente di libera impresa, a differenza del Segretario di Stato Cordell Hull che si aspettava la persistenza delle tradizionali sfere di influenza, in particolare quella della Gran Bretagna in Egitto.

L'8 dicembre 1944, il presidente Roosevelt lo nominò ambasciatore in Italia, quando il territorio italiano era ancora in parte occupato dalle truppe tedesche. Kirk, che a Roma, prima della guerra, aveva già vissuto, insieme con la madre, per circa un decennio, aveva precedentemente prestato servizio nella ambasciata statunitense della capitale come primo segretario e console negli anni 1928-'29 e come console generale nel 1940, presentò le credenziali al governo Bonomi il successivo 8 gennaio e rimase in carica per poco più di un anno, fino al 5 marzo 1946.

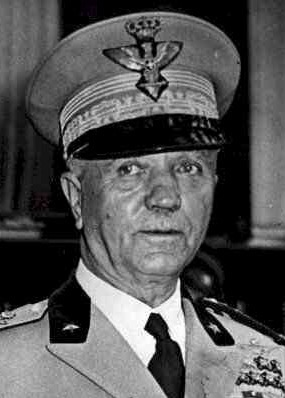
Pietro Badoglio

All'ambasciatore Kirk, nell'agosto del 1945, si rivolse il maresciallo Badoglio, successore di Mussolini dopo l'arresto del duce il 25 luglio 1943, per chiedere i buoni uffici del governo statunitense al fine di evitare procedimenti giudiziari nei suoi confronti per il ruolo svolto durante il regima fascista. L'ambasciatore comunicò al Dipartimento di Stato che, a suo parere, il governo americano non avrebbe dovuto intercedere per il maresciallo.
Il successore, James Clement Dunn, nominato dal nuovo presidente Truman, presentò le credenziali un anno più tardi, il 6 febbraio 1947.
Nel 1946, terminato il suo impegno in Italia, si ritirò dall'attività diplomatica. Morì novantenne nel 1979 a Tucson, in Arizona. È sepolto, insieme con la madre Clara, nel cimitero acattolico di Roma.

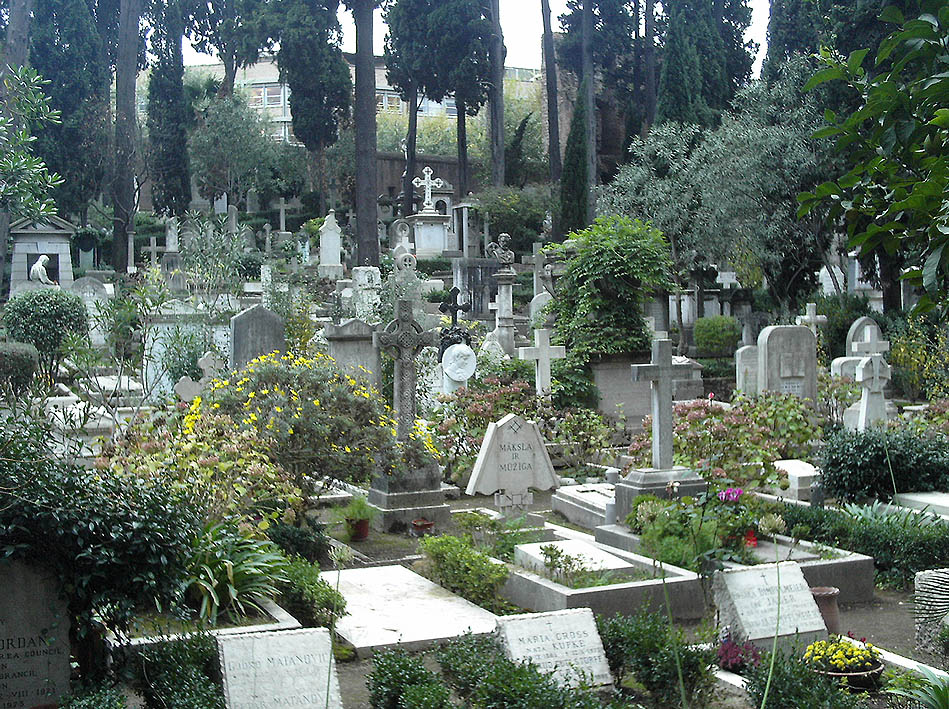
Il cimitero acattolico di Roma: luogo di sepoltura di Kirk